# Mae Ann Jorolan
Mae Ann Jorolan (* um 1992 auf den Philippinen) ist ein philippinische Musicaldarstellerin.

## Leben und Karriere
Mae Ann Jorolan wurde auf den Philippinen geboren und zog mit ihren Eltern in die Schweiz. Dort absolvierte Jorolan eine Ausbildung zur Krankenschwester. Nach einem Workshop an der Stage School in Zürich, begann sie ihre Ausbildung an der Stage School Hamburg, die sie 2019 abschloss. Während dieser Zeit konnte sie einige Bühnenerfahrungen am First Stage Theater Hamburg sammeln. Anfang 2020 hätte Jorolan die Rolle Wahrsagerin / Cover Jasmin in Aladdin im Apollo Theater Stuttgart übernehmen sollen. Aufgrund der Corona-Pandemie konnten die Proben nicht beginnen. Sie übernahm im November 2021 die Hauptrolle der Jasmin in derselben Produktion. Im Juli 2022 verließ sie die Produktion, um mit den Proben zur Deutschlandpremiere von Hamilton zu beginnen. Darin war Jorolan zwischen Oktober 2022 und Oktober 2023 als Peggy Schuyler / Maria Reynolds zu sehen.
Von März 2024 bis März 2025 verkörperte Jorolan die Rolle der Meg in der Weltpremiere von Hercules in der Neuen Flora Hamburg. Dieselbe Rolle übernimmt sie seit Juni 2025 auch in der West-End-Produktion von Hercules am Londoner Theatre Royal Drury Lane.

## Rollen (Auswahl)
- 11/2021–07/2022: Aladdin als Jasmin, Apollo Theater, Stuttgart
- 10/2022–10/2023: Hamilton als Peggy Schuyler / Maria Reynolds, Operettenhaus, Hamburg
- 03/2024–03/2025: Hercules als Meg, Neue Flora, Hamburg
- seit 06/2025: Hercules als Meg, Theatre Royal Drury Lane, London